# Las Norias, Vetagrande
Las Norias är en ort i Mexiko.   Den ligger i kommunen Vetagrande och delstaten Zacatecas, i den centrala delen av landet, 500 km nordväst om huvudstaden Mexico City. Las Norias ligger 2 095 meter över havet och antalet invånare är 302.
Terrängen runt Las Norias är lite kuperad. Runt Las Norias är det ganska tätbefolkat, med 160 invånare per kvadratkilometer. Närmaste större samhälle är Guadalupe, 18,6 km sydväst om Las Norias. Omgivningarna runt Las Norias är i huvudsak ett öppet busklandskap.